# بنتلی، همپشر
بنتلی، همپشر (به انگلیسی: Bentley, Hampshire) یک روستا و محله مدنی در بریتانیا است که در ایست همپشر واقع شده‌است. بنتلی ۱٬۱۱۶ نفر جمعیت دارد.